# Skírnir

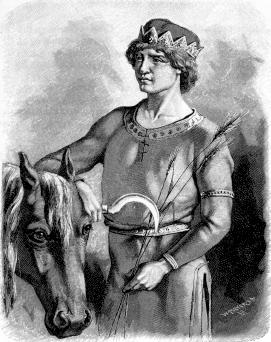
Uma ilustração de Fredrik Sander na edição sueca da Edda Poética

Na Mitologia Nórdica, Skírnir (no antigo nórdico "O Iluminado") é o servo, vassalo e mensageiro do deus Frey. No poema da Edda Poética chamado Skírnismál, Skírnir é enviado como mensageiro a Jötunheimr para conduzir o cortejo de Frey à gigante Gerda na condição de lhe ser dada a espada de Frey como recompensa. Skírnir também ameaçou Gerda com seu gambantein, uma varinha mágica. No capítulo 34 do poema Gylfaginning da Edda Poética, Skírnir também deu a ordem para que os anões fizessem a corda Gleipnir, com o propósito de amarrar o lobo Fenrir.[carece de fontes?]